# Lars Christmas
Lars Christmas är ett julalbum, inspelat i september 1992 av Lars Vegas Trio. 

## Låtlista
1. "Ritsch, ratsch" - 1:00
2. "Välkommen till skivan" - 1.25
3. "Kalle och hans vänner" - 1.49
4. "Bjällerklang" - 2.08
5. "Glöggrecept" -1.49
6. "Hej tomtegubbar" - 0.25
7. "Hetsig dans kring granen" - 4.14
8. "Julspel" - 1.34
9. "Bara en gång om år" - 2:30
10. "Sjömansjul på Hawaii" - 3:52
11. "Skoterljud" - 2:55
12. "Tre pepparkaksgubbar" - 2:25
13. "Julklappsrim" - 2:06
14. "När får vi klapparna?" - 3:58
15. "Julefriden sänker sig" - 1:54
16. "Julafton" - 1:40
17. "Farbror Friscos julhälsning" - 0:25
18. "Tom-Tom-Tomte" - 2:12
19. "Juldikt" - 0:32
20. "Nu tändas tusen juleljus" - 1:27
21. "Jullov" - 1:27
22. "Julkort" - 0:42
23. "Jag såg mamma kyssa tomten" - 2:37
24. "Varje dag är jul" - 2:25
25. "Lars Vegas önskar god jul" - 2:05